# Sassari-Cagliari 1969
La Sassari-Cagliari 1969, diciannovesima edizione della corsa, si svolse il 22 febbraio 1969 su un percorso di 225 km. La vittoria fu appannaggio dell'italiano Vittorio Adorni, che completò il percorso in 5h51'31", precedendo i connazionali Giuseppe Milioli e Luigi Sgarbozza.
Sul traguardo di Cagliari 71 ciclisti portarono a termine la competizione. 

## Ordine d'arrivo (Top 10)
| Pos. | Corridore          | Squadra        | Tempo    |
| ---- | ------------------ | -------------- | -------- |
| 1    | Vittorio Adorni    | Scic           | 5h51'31" |
| 2    | Giuseppe Milioli   | Germanvox-Wega | s.t.     |
| 3    | Luigi Sgarbozza    | Max Meyer      | s.t.     |
| 4    | Italo Zilioli      | Filotex        | s.t.     |
| 5    | Guido De Rosso     | Faema          | s.t.     |
| 6    | Michele Dancelli   | Molteni        | s.t.     |
| 7    | Franco Bitossi     | Filotex        | a 14"    |
| 8    | Giancarlo Polidori | Molteni        | s.t.     |
| 9    | Gianni Motta       | Sanson         | a 18"    |
| 10   | Marino Basso       | Molteni        | s.t.     |